# Berthold II. (Katzenelnbogen)
Berthold II. von Katzenelnbogen († nach 1217) war ein deutscher Ritter und Teilnehmer des vierten Kreuzzuges. Er gehörte der mittelrheinischen Grafenfamilie von Katzenelnbogen an und war ein Sohn des Berthold I. von Katzenelnbogen.

## Leben
Berthold hielt sich häufig im Gefolge seines Onkels Bischof Hermann II. von Münster auf, so auch im Februar 1199 in Worms am Hof König Philipps von Schwaben. Im Jahr 1202 stieß er mit seinem Vetter Diether von Diez an der Spitze eines deutschen Ritterkontingents und dem byzantinischen Prinzen Alexios Angelos im bereits eroberten Zara zum vierten Kreuzzug. Er war der ranghöchste und damit wohl der informelle Anführer der deutschen Kreuzzugsteilnehmer. Bei der Eroberung Konstantinopels 1204 waren er und die Deutschen dem Kommando des Bonifatius von Montferrat unterstellt. Diesen begleitete Berthold in das neu gegründete Königreich Thessaloniki, wo er mit Velestino (ehemals Pherai in der thessalischen Präfektur Magnisia) beliehen wurde.
Berthold hielt es nicht lang in Griechenland, 1205 wird er im östlichen Kleinasien genannt, wo er im Auftrag Papst Innozenz’ III. zwischen dem König der Armenier von Kilikien und dem Fürsten von Antiochia erfolglos vermittelte. Danach reiste er in das Königreich Jerusalem weiter, wo er in den Jahren 1206 und 1207 im Gefolge des Regenten Johann dem Alten von Ibelin in Akkon und Caesarea genannt wird. Wohl um das Jahr 1209 kehrte er nach Thessaloniki zurück, wo ihm in der Burg von Serres die Aufsicht über den abgesetzten Regenten Oberto von Biandrate anvertraut wurde. In den folgenden Jahren zählte Berthold zum Kreis der führenden lateinischen Barone und Unterstützer des Kindkönigs Demetrius. Offenbar nutzte er seine Stellung vor allem zur Selbstbereicherung aus. Der Erzbischof von Herakleia hatte sich beim Papst über ihn beschwert, weil er sich in Konstantinopel gewaltsam Kontrolle über die Hagia Sophia verschafft hatte.
Letztmals wird Berthold von Katzenelnbogen in einem Brief, gerichtet an Papst Honorius III. und datiert auf den 21. April 1217, genannt, hier schließlich in der Stellung als Regent von Thessaloniki (baiulus regni Thessalonicensis). Er ist wohl kurz darauf verstorben, in seine deutsche Heimat war er nicht zurückgekehrt.